# Rochester (Míchigan)
Rochester es una ciudad ubicada en el condado de Oakland en el estado estadounidense de Míchigan. En el Censo de 2010 tenía una población de 12711 habitantes y una densidad poblacional de 1.283,07 personas por km².

## Geografía
Rochester se encuentra ubicada en las coordenadas 42°41′12″N 83°7′11″O / 42.68667, -83.11972. Según la Oficina del Censo de los Estados Unidos, Rochester tiene una superficie total de 9.91 km², de la cual 9.91 km² corresponden a tierra firme y (0%) 0 km² es agua.

## Demografía
Según el censo de 2010, había 12711 personas residiendo en Rochester. La densidad de población era de 1.283,07 hab./km². De los 12711 habitantes, Rochester estaba compuesto por el 88.6% blancos, el 3.67% eran afroamericanos, el 0.2% eran amerindios, el 5.51% eran asiáticos, el 0% eran isleños del Pacífico, el 0.56% eran de otras razas y el 1.46% pertenecían a dos o más razas. Del total de la población el 2.69% eran hispanos o latinos de cualquier raza.

## Personajes ilustres
- Madonna, cantante, se crio en Rochester.
- Eminem, rapero y productor discográfico.
- Peter Vanderkaay, nadador olímpico.
- Tommy Clufetos, percusionista.
- Dita Von Teese, artista de burlesque.
- Jason Varitek, beisbolista de los Boston Red Sox.
- Aileen Wuornos, asesina serial
- Amy Frazier, tenista.
- Harold Foster, escritor, autor de Príncipe Valiente.
- Brad Keselowski, piloto NASCAR.
- Alec Martínez, jugador de hockey en Los Angeles Kings.
- Elmore Leonard, novelista.